# Once pares de botas
Once pares de botas es una película española de 1954 ambientada en el mundo del fútbol y dirigida por Francisco Rovira  Beleta.
Es notoria por tener cameos de famosos futbolistas de la época como Antonio Ramallets, Alfredo Di Stéfano, Ladislao Kubala, Aldecoa, Gaínza, Campanal, Puchades, Molowny, Segarra, Ipiña, Lesmes, Biosca y Zarra. También aparecen Tete Montoliu y el locutor Matías Prats Cañete.

## Argumento
Laura, la hija del director del Club Deportivo Hispania, consigue fichar al prometedor jugador Ariza, proveniente del pueblecito de Valmoral de la Sierra. La chispa surge entre ellos pero Laura tiene otro pretendiente, el jugador Mario Valero.
Valero, lleno de celos, se deja sobornar para hacer que su equipo pierda. Ariza descubre sus planes y no se le ocurre mejor solución para evitar la derrota que lesionar a Valero.
Ariza queda como un salvaje, todo el mundo le da la espalda y debe dejar el equipo, pero finalmente se descubre la verdad y es rehabilitado.

## Producción
La película tuvo tres guiones, el primero dramático, el segundo enfocado a la comedia, y el tercero y definitivo que era una mezcla de los anteriores.
El metraje mezcla escenas de partidos de fútbol reales con otras filmadas con los actores y donde no se ve el graderío.
El Club Deportivo Hispania es un equipo ficticio pero puede tomarse como un trasunto del Real Club Deportivo Español.

## Reparto
- José Suárez es Ariza
- Carmen Pardo es Laura
- Elisa Montes
- Javier Armet es Valero
- Manolo Morán
- Mary Santpere